# لبعا
لبعا أو لبعة هي إحدى القرى اللبنانية من قرى قضاء جزين في محافظة الجنوب.

## الموقع والجغرافيا
تبعد لبعا 53 كلم (32.9342 مي) عن بيروت عاصمة لبنان. ترتفع 360 م (1181.16 قدم - 393.696 يارد) عن سطح البحر وتمتد على مساحة 277 هكتاراً (2.77 كلم²- 1.06922 مي²).

## السكان
يبلغ عدد السكّان المسجّلين في لبعا 240 نسمة. في الانتخابات الأخيرة عام ألفين وأربعة، كان في لبعا 1484 منتخب مسجل ومنهم 926 منتخب فعليّ. يوجد في البلدة مجلس بلدي.